# SFR Belux
SFR Belux, anciennement Coditel puis Numericable Belux, était un opérateur de télécommunications belge et un câblo-opérateur en région bruxelloise, en Wallonie et au Grand-Duché du Luxembourg actif sous la marque SFR.
En décembre 2016, la filiale belge de SFR est rachetée par Telenet.
Le 31 mars 2019, SFR Belgique a cessé ses activités, mais aussi au Luxembourg depuis le 1er avril 2020. SFR Luxembourg/Coditel appartient désormais au câblo-opérateur Eltrona.

## Historique
Racheté en 2003 par le groupe Altice qui gère Numericable en France et diverses autres câblo-opérateurs en Europe et en Israël, Coditel a été renommé Numericable en septembre 2008. Il était alors devenu une filiale du groupe Numericable-Completel.
En 2011, l'entreprise est redevenue indépendante du groupe français qui l'a cédé à un tour de table rassemblant Deficom Telecom (une société formée par Altice et le groupe belge Deficom Group) et le fonds d'investissement Apax Partners.
En 2012, Numericable reprend le réseau de l'AIESH qui couvre sept communes répartie au sud de la province de Hainaut et de Namur.
En 2015, Numericable rachète le réseau Wolu TV qui couvre la commune bruxelloise de Woluwe-Saint-Lambert, qui était jusque-là exploité en partenariat avec Telenet.
Le 15 février 2016, Numericable Belux devient SFR en Belgique et au Luxembourg.
En décembre 2016, Telenet rachète SFR Belux à Altice pour 400 millions d'euros.
Le 31 mars 2019, SFR disparaît en Belgique et les abonnés sont transférés vers Telenet et Base.
La fusion de SFR avec Eltrona (50 % à Telenet) au Luxembourg est effective depuis le 1er avril 2020 et la marque SFR disparaitra d'ici le 30 juin 2020,.

## Réseau
SFR exploite le réseau câblé de l'ancien opérateur Coditel, devenu par la suite Numericable Belux et qui a été profondément rénové et amélioré depuis 2003. Le réseau couvre la totalité de la Ville de Bruxelles et certaines[Lesquelles ?] autres communes de la région bruxelloise. La norme utilisée pour diffuser les émissions est le DVB-C et pour Internet, EuroDOCSIS 3.0 avec une vitesse allant jusqu'à 200 Mb/s pour les données[réf. souhaitée].
Pour ses offres mobiles, SFR exploite le réseau 2G, 3G et 4G de BASE Company.
La société exploite des services de télécommunications numériques à large bande ce qui permet de proposer, outre la télédistribution, une sélection de chaînes numériques et offre via le câble TV des services Internet à haut débit et des services de téléphonie fixe. Elle a été la première société câblo-opérateur à offrir le triple play en région bruxelloise[réf. souhaitée]. 
Le 18 juin 2012, l’Assemblée Générale de l’AIESH a voté la cession à la zone à SFR, il s'agissait d'un télédistributeur wallon du Sud Hainaut, VOO étant peu intéressé à cause du coût important pour la modernisation.
SFR propose depuis le début de l'année 2013, les services sont identiques à ceux proposés dans la partie bruxelloise.

## Identité visuelle

Logo de Numericable de 2008 à 2013.
Logo de Numericable de 2013 au 14 février 2016.
Logo de SFR du 15 février 2016 au 30 juin 2020.

## Slogans
- Montez en puissance (2008-2010)
- Enfin, c'est pour moi (2010-2013)
- SFR, et tout s'accélère (2016-2020)